# Kotgazgletscher
Der Kotgazgletscher befindet sich im nördlichen Hindukusch in der pakistanischen Provinz Khyber Pakhtunkhwa.
Der Kotgazgletscher hat eine Länge von 19 km.
Er strömt vom Sattel zwischen Kohe Tez und Akher Tsagh anfangs in nördlicher, dann in östlicher Richtung entlang dem Hindukusch-Hauptkamm. Der Kotgazgletscher speist den Fluss Uzhnugol, dessen Wasser über den Turikho dem Mastuj zufließt.